# EVE Online

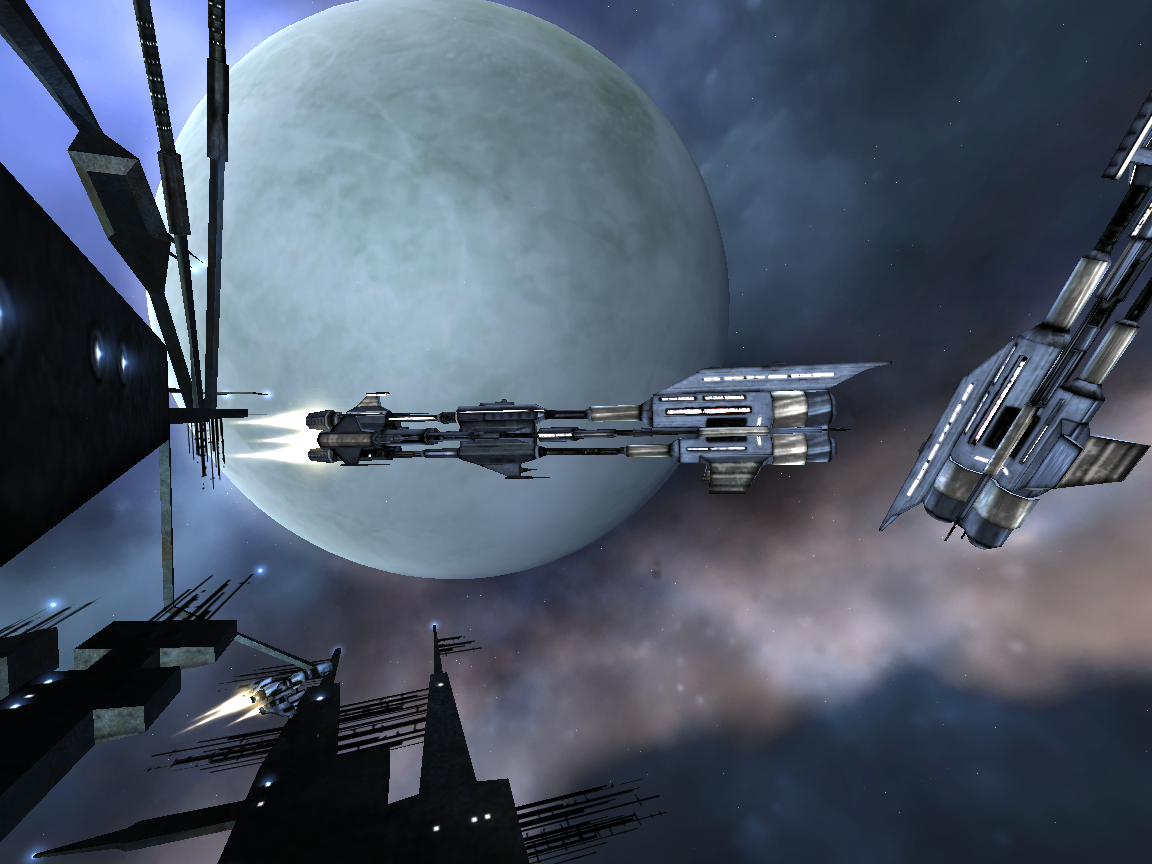
Schepen van CONCORD bij een ruimtestation.

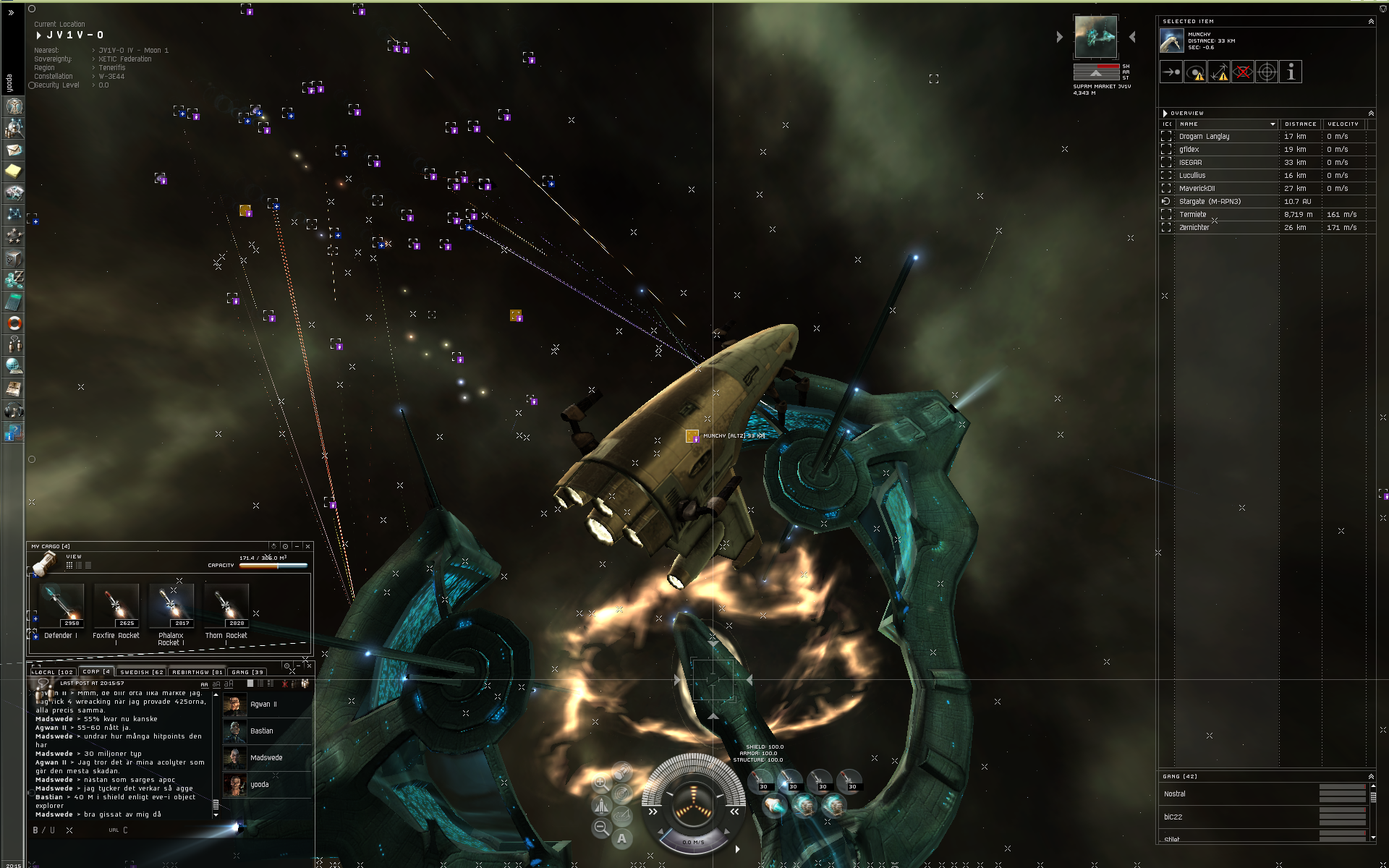
Spelers doen een aanval op een ruimtestation.

EVE Online is een massively multiplayer online role-playing game (MMORPG), een online-spel waar alle spelers zich in eenzelfde universum bevinden. EVE Online speelt zich af in de ruimte waarin spelers aanpasbare ruimteschepen piloteren. Het universum omvat duizenden planetenstelsels, die met elkaar verbonden zijn door middel van één of meerdere "sterrenpoorten" (stargates). Een planetenstelsel bevat meestal meerdere hemellichamen, zoals manen, planeten en planetoïden, maar ook ruimtestations en andere ruimteconstructies.
In Eve vergaren spelers geen ervaringspunten door het doden van vijanden of door het vervullen van opdrachten. Spelers verwerven vaardigheden door het volgen van trainingen die een zekere leertijd behoeven. Spelers kunnen zo dezelfde "vaardigheden" ontwikkelen, los van de frequentie en duur waarmee het spel gespeeld wordt.

## Speelwijze
Om het spel te kunnen spelen moet men beschikken over een account. Een account bevat een aantal menselijke spelkarakters, de avatars van de speler. De speler kan een spelkarakter aanmaken.
Spelkarakters bevinden zich voor het overgrote deel van de tijd in een geavanceerde ruimtecapsule. Deze capsule maakt oneindig leven mogelijk. De speler kan de capsule in een ruimteschip plaatsen en van daaruit het schip besturen. Het schip en de capsule vormen als het ware het mechanische lichaam van de piloot. Op het moment dat het spelkarakter sterft, bijvoorbeeld doordat het schip en de capsule vernietigd worden, worden alle gedachten en herinneringen in een nieuwe kloon gestopt. Deze kloon bevindt zich in een medische faciliteit en wordt na het inladen van de gedachten/herinneringen "gereanimeerd". Ook kan de speler beschikken over klonen in verafgelegen sterrenstelsels, waardoor men een lange of onveilige reis vermijdt. Dit zijn de zogenaamde "springklonen" (jump clones).
Spelkarakters hebben vijf geestesattributen: intelligentie, perceptie, charisma, wilskracht en geheugen. Deze stellen het karakter in staat om vaardigheden aan te leren. Hoe hoger deze eigenschappen, hoe sneller het spelkarakter vaardigheden kan aanleren. Er zijn ook implantaten die deze attributen verhogen. Een vaardigheid kan worden aangeleerd als men beschikt over het vaardighedenboek (skillbook).
De speler kan beter worden in het spel door vaardigheden te beoefenen. Dit gaat ook offline door. De speler heeft, behalve het op tijd wisselen van het lesmateriaal, hier verder geen omkijken naar. Het spel kent ettelijke honderden vaardigheden, en het is niet mogelijk om een karakter volledig te trainen, omdat op het moment alle skills tot vol trainen die beschikbaar zijn in EVE een periode van enkele decennia in beslag neemt. Een vaardigheid kent vijf niveaus, en elk niveau duurt twee tot acht keer langer om te trainen. Elk niveau geeft een kleine verbetering van de mogelijkheden. 
EVE heeft een Player versus Players (PvP) gedeelte. De speler kan het reilen en zeilen van andere spelers beïnvloeden met zijn of haar acties. PvP is niet optioneel.

## Inhoud van het spel
De wereld van EVE wordt bewoond door vijf grote rijken; de Amarr, Caldari, Gallente, Jove en de Minmatar.
Al deze rassen zijn van menselijke afkomst; hun voorouders betraden dit stuk van het universum duizenden jaren geleden door een natuurlijk wormgat (doorgang). Hoewel de meeste van de eerste nederzettingen ten onder gingen nadat het wormgat plots instortte (afgesneden van de Aarde), overleefde een aantal van hen toch. Vandaag de dag zijn deze rassen de nakomelingen van deze verspreide kolonies. De speler kan in het begin kiezen uit een van vier rassen met uitzondering van het ras Jove. 

### Amarr
Het grootste rijk van alle rassen in het universum van EVE, Amarr bestaat uit 40% van alle bewoonde stelsels. De Amarr Keizerin staat aan het hoofd van een hiërarchische, autoritaire en imperialistische staat met onder haar de The Five Heirs de hoofden van de vijf koninklijke families waaruit een nieuwe keizer/in wordt gekozen. De Keizerlijke autoriteit is absoluut en wordt niet tegengesproken. Maar het oude en bureaucratische systeem van overheersing maakt het moeilijk voor hem/haar om zijn/haar macht in persoon door te drukken. De vijf erven regeren dan ook in zijn/haar naam, waarbij zij het gigantische rijk verdelen.

### Caldari
Als een staat gebouwd op bedrijfskapitalisme, wordt de Caldari Staat bestuurd door een paar Mega corporaties die de staat onderling verdelen en zij controleren en sturen elk aspect van de gemeenschap. Elke corporatie bestaat uit duizenden kleinere organisaties, variërend van industriële clubs tot juridische kantoren. Al het land en onroerend goed is in bezit van de corporatie die het verhuurt aan de burgers, en regeren en wetshandhaving worden ook uitgevoerd door de onafhankelijke corporaties.

### Gallente
De Gallente. Vol van zelfvertrouwen, zich met iedereen bemoeiend, pompeus en soms vermoeiend, liberalisten en verdedigers van de vrije wereld. Men houdt van ze, of men haat ze, maar je kunt niet om ze heen. Iedereen heeft een mening over de Gallente Federatie. Het hangt allemaal af van welke kant je ze beschouwt. Voor velen is de Federatie ' het beloofde land' waar dromen uitkomen. Als afstammelingen van Tau Ceti Fransen, geloven de Gallente sterk in vrije wil en humane rechten, ondanks verscheidene incidenten en terugvallen in hun lange geschiedenis.

### Minmatar
In een robuuste en niet-lullen-maar-poetsensamenleving zijn de Minmatar een doelgericht en onafhankelijk ras. Hun thuisplaneet Matar is een natuurlijk paradijs, hoewel eeuwen van misbruik veel van haar schoonheid weggenomen heeft. Voor de Minmatar is het belangrijkste in het leven om te kunnen zorgen voor zichzelf in vrijheid, en hoewel familie een belangrijke rol speelt in hun samenleving, geven ze de voorkeur om zichzelf via hun Clan of Stam te identificeren waarbij ze horen.

### Jove
Als de meest mysterieuze en ongrijpbare van alle rassen in EVE, de Jove zijn in aantal maar een fractie van hun buren, maar hun technologische superioriteit maakt hen buitenproportioneel machtig. Hoewel zeker van menselijke afkomst, lijken ze voor de andere rassen toch vaak buitenaards (en werden in het verleden misschien ook zo gezien). De reden hierachter is dat de Jove genetische manipulatie zien als de oplossing van alle plagen en ziektes van het menselijke ras. Over een periode van duizenden jaren hebben de Jove geëxperimenteerd met elk denkbare genetische modificatie aan zichzelf die hun technologie kon dragen. En terwijl hun macht en technologie groeide, groeide ook hun geloof dat ze tot alles in staat waren. Dit leidde vervolgens meer en bizarre mutaties aan hun lichaam en geest, een beleid wat werd ondersteund door een strikte overheidscontrole.

## Platforms
- Linux (2007-2009)[2]
- Macintosh (2007)
- Windows (2003)